# Robinsonade
En robinsonade betegner en litterær genre: en roman, som drejer sig om at klare sig alene, afsondret fra det samfund, man kommer fra. Robinson Crusoe i Daniel Defoes bog: Robinson Crusoe har givet navn til genren.
Robinsonaden afsluttes normalt med, at hovedpersonen frelses og vender tilbage til samfundet.
Ikke alle robinsonader foregår på en øde ø, men alle omfatter den omvæltning, hovedpersonen udsættes for ved isolationen, og de anstrengelser han/hun må gøre sig for at klare sig alene, ofte med filosofiske betragtninger om kønsroller, kaster og andre kriterier for arbejdsdeling i samfundet, personen har forladt.
Eksempler på robinsonader:
- Hestenes dal af Jean M. Auel
- Udvandrerne af Vilhelm Moberg
- Filmen Cast Away
- Den gamle mand og havet af Ernest Hemingway
- Fredag eller ved Stillehavets yderste rand af Michel Tournier
- "Øen i fuglegade"
- The Martian af Andy Weir

Fluernes Herre af William Golding er en anti-robinsonade. Dette skyldes at drengene på øen ikke opbygger en civilisation under deres ophold, men derimod nedbryder de normer og værdier, som den engelske civilisation har indprentet i dem.
Der findes også science fiction-robinsonader hvor man bosætter sig på en fremmed planet.